# Estación de Linthal-Braunwaldbahn
La estación de Linthal-Braunwaldbahn (en alemán: Linthal-Braunwaldbahn Bahnhof) es un apeadero de la localidad de Linthal, perteneciente a la comuna suiza de Glaris Sur, en el Cantón de Glaris.

## Situación
El apeadero se encuentra ubicado en el norte del núcleo urbano de Linthal. Fue construido para facilitar el acceso al funicular que comunica con la localidad de Braunwald. Cuenta con un único andén por el que pasa una sola vía. Las dependencias colaterales del apeadero son la estación de Linthal, donde se acaba la línea, y el apeadero de Rüti, en dirección Ziegelbrücke.

## Servicios ferroviarios
Los servicios son operados por SBB-CFF-FFS:
- RE Zúrich - Pfäffikon SZ - Ziegelbrücke – Glaris – Schwanden – Linthal.[1]
- R Rapperswil - Ziegelbrücke – Glaris – Schwanden – Linthal. Servicios cada hora.